# Sin-le-Noble
Sin-le-Noble is een gemeente in het Franse Noorderdepartement (Frans: département du Nord). De gemeente telde 15.916 inwoners op 1 januari 2022.
De Franse ingenieur en Citroën-bestuursvoorzitter Pierre-Jules Boulanger is hier geboren (1885).

## Geografie
De oppervlakte van Sin-le-Noble bedraagt 11,53 vierkante kilometer; Op 1 januari 2022 was de bevolkingsdichtheid 1.380,4 inwoners per km².

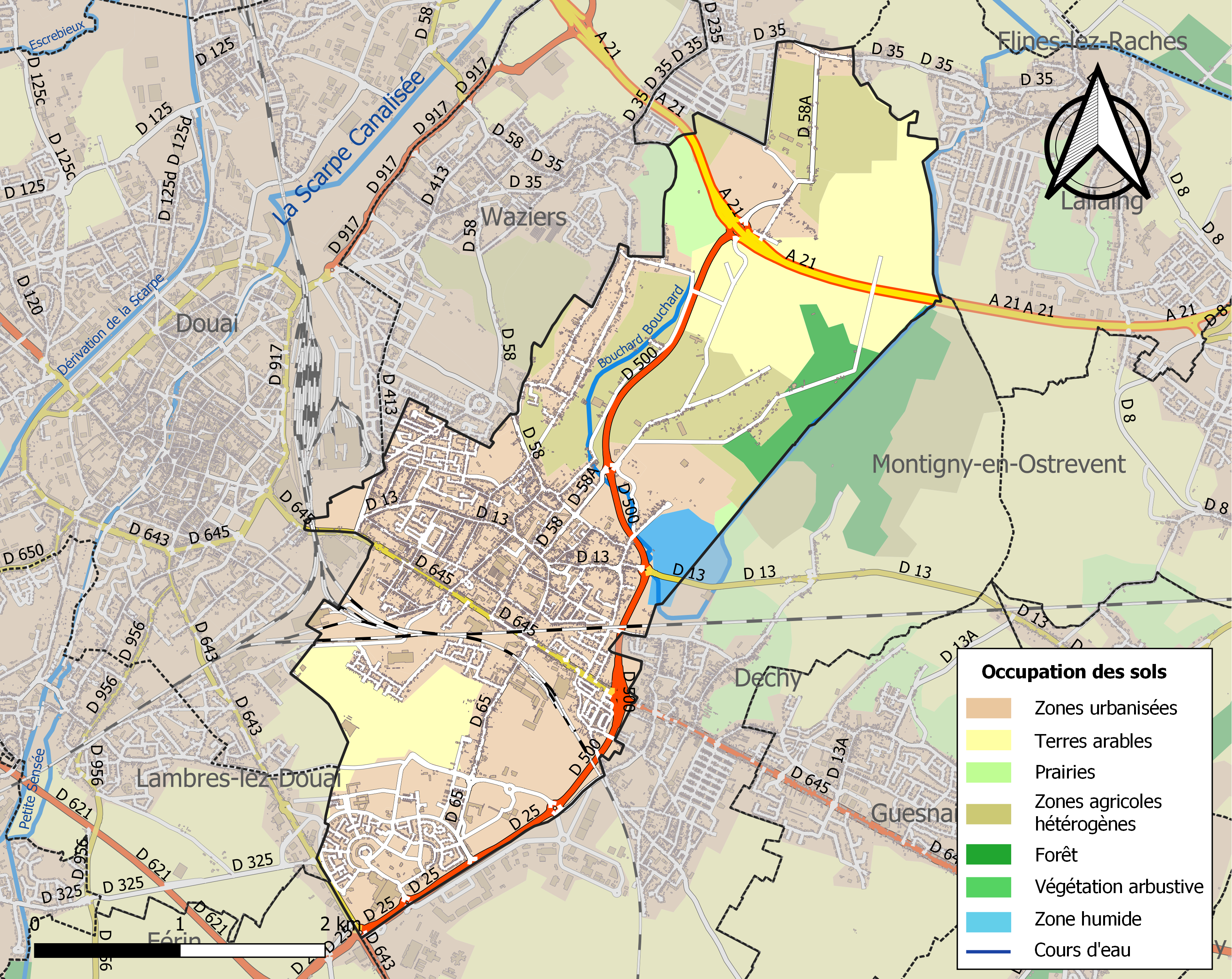
Kaart van de gemeente met belangrijkste infrastructuur, bodemgebruik en omliggende gemeenten

## Demografie
Onderstaande figuur toont het verloop van het inwonertal.

## Verkeer en vervoer
In de gemeente ligt spoorwegstation Sin-le-Noble.
Bruille-lez-Marchiennes · Erre · Fenain · Hornaing · Lallaing · Marchiennes · Pecquencourt · Rieulay · Sin-le-Noble · Somain · Tilloy-lez-Marchiennes · Vred · Wandignies-Hamage · Warlaing · Waziers